# Whoracle
Whoracle (игра слов, которую можно перевести как Шлюхоракул, от англ. Whore + англ. Oracle) — третий студийный альбом мелодик-дэт-метал-группы In Flames, вышедший 27 октября 1997 года.
Whoracle — концептуальный альбом, который описывает прошлое, настоящее и гипотетическое будущее планеты Земля. Песня «Jotun» является квинтэссенцией концепции альбома, в которой общество разрушено после апокалиптического события. «Episode 666» описывает эти события с той иронией, как это развращенно показывается на телевидении. Песня постепенно подготавливает слушателя, чтобы рассказать историю возвышения и падения мирового общества. «The Hive» и «Jester Script Transfigured» описывают технологический успех общества и утопический новый мировой порядок, который будет разрушен человеческой природой в последующих двух песнях. Кавер на Depeche Mode, «Everything Counts» объясняет, что люди которые построят и затем уничтожат своё общество поймут свою глупость лишь когда будет уже слишком поздно.
Альбом занял 16 место в списке 20 лучших альбомов 1997 года по версии сайта Metal Storm.

## Список композиций
Концепция Whoracle создана и разработана Никласом Сундином и Андерсом Фриденом. Тексты написал Никлас Сундин следуя краткому описанию Андерса Фридена. Вся музыка написана и аранжирована In Flames.
| №   | Название                                     | Длительность |
| --- | -------------------------------------------- | ------------ |
| 1.  | «Jotun»                                      | 3:53         |
| 2.  | «Food for the Gods»                          | 4:21         |
| 3.  | «Gyroscope»                                  | 3:26         |
| 4.  | «Dialogue with the Stars» (инструментальная) | 3:00         |
| 5.  | «The Hive»                                   | 4:03         |
| 6.  | «Jester Script Transfigured»                 | 5:46         |
| 7.  | «Morphing into Primal»                       | 3:05         |
| 8.  | «Worlds Within the Margin»                   | 5:06         |
| 9.  | «Episode 666»                                | 3:45         |
| 10. | «Everything Counts» (кавер на Depeche Mode)  | 3:17         |
| 11. | «Whoracle»                                   | 2:44         |

| №   | Название              | Длительность |
| --- | --------------------- | ------------ |
| 12. | «Clad in Shadows '99» | 2:25         |

| №   | Название                       | Длительность |
| --- | ------------------------------ | ------------ |
| 12. | «Goliaths Disarm Their Davids» |              |
| 13. | «Acoustic Medley»              |              |
| 14. | «Behind Space - Live»          |              |

| №   | Название                              | Длительность |
| --- | ------------------------------------- | ------------ |
| 12. | «Re-cycles» (Acoustic Medley renamed) |              |

| №   | Название                       | Длительность |
| --- | ------------------------------ | ------------ |
| 12. | «Goliaths Disarm Their Davids» | 4:58         |
| 13. | «Jotun (Live)»                 | 3:38         |
| 14. | «Food for the Gods (Live)»     | 4:11         |

## Участники записи
In Flames
- Андерс Фриден — вокал, перкуссия, аудиоинженер
- Гленн Юнгстрём — ритм-гитара
- Еспер Стрёмблад — соло и акустическая гитара, клавишные, перкуссия
- Йохан Ларссон — бас-гитара
- Бьорн Гелотте — ударные, перкуссия, соло и акустическая гитара

Приглашённые музыканты
- Ulrika Netterdahl — женский вокал на «Whoracle»